# Haworthia cooperi var. venusta
Haworthia cooperi var. venusta, una variedad de Haworthia cooperi, es una  planta suculenta perteneciente a la familia Xanthorrhoeaceae. Es originaria de Sudáfrica.

## Descripción
Es una planta suculenta perennifolia alcanza un tamaño de 4 a 20 cm de altura. Se encuentra a una altitud de 500 metros en Sudáfrica.

## Taxonomía
Haworthia cooperi var. venusta fue descrita por (C.L.Scott) M.B.Bayer y publicado en Haworthia Revisited 56, en el año 1999.
Sinonimia
- Haworthia venusta C.L.Scott[4]